# Football Club Étoile-Sporting
Maillots
Le Football Club Étoile-Sporting est un club de football de la ville de La Chaux-de-Fonds en Suisse. Fondé en 1898, il évolue actuellement en troisième ligue.

## Histoire

### Les Débuts
Le FC Étoile est fondé en 1898. En 1902, le club devient membre de l’ASF et évolue d’abord en série C[réf. nécessaire], puis dès l’année suivante rejoint la série B. Durant la saison 1906-1907, le club fusionne une première fois avec le FC Tourelles et le FC Helvétia,[source insuffisante]. Grâce à celle-ci, les ambitions du club sont revues à la hausse et les Stelliens souhaitent rejoindre la série A[réf. nécessaire]. En 1909, c’est chose faite : l’Étoile remporte le titre de champion de série B et gagne ainsi le droit de jouer dans la meilleure division du pays. Après un premier tour final où Baden, Old-Boys et l’Étoile se neutralisent[réf. nécessaire], les Chaux-de-fonniers battent Old-Boys Bâle 6-1 et Baden 8-3 à Berne. En 1910, le club opère une deuxième fusion, avec le Red-Star,[source insuffisante].

### Les belles années
Trois ans après sa montée en série A, les Stelliens deviennent champions de Suisse centrale et manquent de peu de gagner une première fois le championnat de Suisse en s’inclinant lors du dernier match 3-1 à Bâle contre le FC Aarau,.
En 1919, le FC Étoile devient une nouvelle fois champion de Suisse centrale, se qualifiant ainsi pour le tour final du championnat de Suisse, puis en battant tout d’abord Servette puis Winterthour durant le tour final. 
À son retour dans les Montagnes neuchâteloises, l’équipe est ovationnée et plus de 60 télégrammes venus de tout le pays sont reçus dans la soirée[réf. nécessaire]. 
Ce titre de champion suisse reste à ce jour l’unique gagné par le club. 
À l’issue de la saison 1918-1919, le club décide d’acquérir un terrain aux Éplatures et d’y construire un stade. Comme la ville se développait passablement à l’époque, beaucoup imaginaient que l’emplacement serait tantôt aux portes de la métropole horlogère. En septembre 1920, le club inaugure son stade lors d’un tournoi opposant l’Inter Milan, le Servette FC, le FC Bâle et L’Étoile,. 
Le stade se situant loin de la ville, les CFF organisaient des trains spéciaux lors des matchs de la première équipe. Les trains partaient de la gare et arrivaient juste devant le stade. 
En 1922, le club aligne une équipe féminine qui fût probablement la première de Suisse. Cette équipe n’était pas alignée en championnat et les joueuses faisaient uniquement des matchs amicaux entre elles. La même année, les Stelliens jouent la finale de la Och Cup. Ils s'inclinent en finale sur le score de 1-0 au Parc des Sports à La Chaux-de-Fonds face au FC Concordia Bâle qui est champion de série B cette année-là.
En 1931, les juniors A de l’Étoile remportent le titre de champion romand,[source insuffisante].

### Vers la dissolution
Durant la saison 1931-1932, le professionnalisme trouve chez les Stelliens une première victime[pas clair],, menant le club à la relégation en première ligue (troisième division) après avoir perdu un match de barrage 5-1 face au Servette FC,.
La saison suivante, le club termine à la troisième place du groupe Ouest et remporte à Saint-Gall face aux Brodeurs le challenge de première ligue.
Les rouges et noirs sont relégués en deuxième ligue à l'issure de la saison 1933-1934. Cette même année, l’assemblée générale prononce la dissolution du club. En pleine crise horlogère, le club ne peut plus faire face à ses dettes et aux charges hypothécaires : il est en faillite,,. Une tentative de fusion avec le FC La Chaux-de-Fonds, pour sauver le club, est avortée en raison de la désapprobation des autorités communales.

### Fusion avec le FC Sporting-Dulcia
Les fidèles du club entreprennent de ressusciter le FC Étoile avec un club de quatrième ligue, le Sporting-Dulcia, en fusionnant sous le nom de FC Sporting-Étoile.
Dès la première saison, le club connaît la promotion en troisième ligue et la saison suivante le club rachète le patrimoine de l’ancien FC Étoile[réf. nécessaire].
Après un échec en barrage à la promotion en 1937, les Stelliens obtiennent deux promotions successives. La première leur permet de jouer en deuxième ligue et la deuxième en première ligue qui était à l’époque la deuxième division suisse,[source insuffisante].
| FC Étoile (1898-1907) | FC Étoile (1898-1907) | FC Étoile (1898-1907) | FC Étoile (1898-1907) | FC Étoile (1898-1907) | FC Étoile (1898-1907) |  |  | FC Tourelles (1901-1907) | FC Tourelles (1901-1907) | FC Tourelles (1901-1907) | FC Tourelles (1901-1907) | FC Tourelles (1901-1907) | FC Tourelles (1901-1907) |  |  | FC Helvétia (?-1907)  | FC Helvétia (?-1907) | FC Helvétia (?-1907) | FC Helvétia (?-1907) | FC Helvétia (?-1907) | FC Helvétia (?-1907) |  |  | Red-Star FC (1902-1910) | Red-Star FC (1902-1910) | Red-Star FC (1902-1910) | Red-Star FC (1902-1910) | Red-Star FC (1902-1910)        | Red-Star FC (1902-1910) |  |  | FC Dulcia (1920-1922) | FC Dulcia (1920-1922) | FC Dulcia (1920-1922) | FC Dulcia (1920-1922) | FC Dulcia (1920-1922)          | FC Dulcia (1920-1922)          |                                |                                | FC Sporting (1921-1922)        | FC Sporting (1921-1922)        | FC Sporting (1921-1922) | FC Sporting (1921-1922) | FC Sporting (1921-1922) | FC Sporting (1921-1922) |  |  |  |  |  |  |  |  |  |  |  |  |  |  |  |  |  |  |  |  |  |  |  |  |  |  |  |  |  |  |  |  |  |  |  |  |
| FC Étoile (1898-1907) | FC Étoile (1898-1907) | FC Étoile (1898-1907) | FC Étoile (1898-1907) | FC Étoile (1898-1907) | FC Étoile (1898-1907) |  |  | FC Tourelles (1901-1907) | FC Tourelles (1901-1907) | FC Tourelles (1901-1907) | FC Tourelles (1901-1907) | FC Tourelles (1901-1907) | FC Tourelles (1901-1907) |  |  | FC Helvétia (?-1907)  | FC Helvétia (?-1907) | FC Helvétia (?-1907) | FC Helvétia (?-1907) | FC Helvétia (?-1907) | FC Helvétia (?-1907) |  |  | Red-Star FC (1902-1910) | Red-Star FC (1902-1910) | Red-Star FC (1902-1910) | Red-Star FC (1902-1910) | Red-Star FC (1902-1910)        | Red-Star FC (1902-1910) |  |  | FC Dulcia (1920-1922) | FC Dulcia (1920-1922) | FC Dulcia (1920-1922) | FC Dulcia (1920-1922) | FC Dulcia (1920-1922)          | FC Dulcia (1920-1922)          |                                |                                | FC Sporting (1921-1922)        | FC Sporting (1921-1922)        | FC Sporting (1921-1922) | FC Sporting (1921-1922) | FC Sporting (1921-1922) | FC Sporting (1921-1922) |  |  |  |  |  |  |  |  |  |  |  |  |  |  |  |  |  |  |  |  |  |  |  |  |  |  |  |  |  |  |  |  |  |  |  |  |
|                       |                       |                       |                       |                       |                       |  |  |                          |                          |                          |                          |                          |                          |  |  |                       |                      |                      |                      |                      |                      |  |  |                         |                         |                         |                         |                                |                         |  |  |                       |                       |                       |                       |                                |                                |                                |                                |                                |                                |                         |                         |                         |                         |  |  |  |  |  |  |  |  |  |  |  |  |  |  |  |  |  |  |  |  |  |  |  |  |  |  |  |  |  |  |  |  |  |  |  |  |
|                       |                       |                       |                       |                       |                       |  |  | FC Étoile (1907-1910)    | FC Étoile (1907-1910)    | FC Étoile (1907-1910)    | FC Étoile (1907-1910)    | FC Étoile (1907-1910)    | FC Étoile (1907-1910)    |  |  |                       |                      |                      |                      |                      |                      |  |  |                         |                         |                         |                         |                                |                         |  |  |                       |                       |                       |                       | FC Sporting-Dulcia (1922-1934) | FC Sporting-Dulcia (1922-1934) | FC Sporting-Dulcia (1922-1934) | FC Sporting-Dulcia (1922-1934) | FC Sporting-Dulcia (1922-1934) | FC Sporting-Dulcia (1922-1934) |                         |                         |                         |                         |  |  |  |  |  |  |  |  |  |  |  |  |  |  |  |  |  |  |  |  |  |  |  |  |  |  |  |  |  |  |  |  |  |  |  |  |
|                       |                       |                       |                       |                       |                       |  |  | FC Étoile (1907-1910)    | FC Étoile (1907-1910)    | FC Étoile (1907-1910)    | FC Étoile (1907-1910)    | FC Étoile (1907-1910)    | FC Étoile (1907-1910)    |  |  |                       |                      |                      |                      |                      |                      |  |  |                         |                         |                         |                         |                                |                         |  |  |                       |                       |                       |                       | FC Sporting-Dulcia (1922-1934) | FC Sporting-Dulcia (1922-1934) | FC Sporting-Dulcia (1922-1934) | FC Sporting-Dulcia (1922-1934) | FC Sporting-Dulcia (1922-1934) | FC Sporting-Dulcia (1922-1934) |                         |                         |                         |                         |  |  |  |  |  |  |  |  |  |  |  |  |  |  |  |  |  |  |  |  |  |  |  |  |  |  |  |  |  |  |  |  |  |  |  |  |
|                       |                       |                       |                       |                       |                       |  |  |                          |                          |                          |                          |                          |                          |  |  |                       |                      |                      |                      |                      |                      |  |  |                         |                         |                         |                         |                                |                         |  |  |                       |                       |                       |                       |                                |                                |                                |                                |                                |                                |                         |                         |                         |                         |  |  |  |  |  |  |  |  |  |  |  |  |  |  |  |  |  |  |  |  |  |  |  |  |  |  |  |  |  |  |  |  |  |  |  |  |
|                       |                       |                       |                       |                       |                       |  |  |                          |                          |                          |                          |                          |                          |  |  | FC Étoile (1910-1934) |                      |                      |                      |                      |                      |  |  |                         |                         |                         |                         |                                |                         |  |  |                       |                       |                       |                       |                                |                                |                                |                                |                                |                                |                         |                         |                         |                         |  |  |  |  |  |  |  |  |  |  |  |  |  |  |  |  |  |  |  |  |  |  |  |  |  |  |  |  |  |  |  |  |  |  |  |  |
|                       |                       |                       |                       |                       |                       |  |  |                          |                          |                          |                          |                          |                          |  |  |                       |                      |                      |                      |                      |                      |  |  |                         |                         |                         |                         |                                |                         |  |  |                       |                       |                       |                       |                                |                                |                                |                                |                                |                                |                         |                         |                         |                         |  |  |  |  |  |  |  |  |  |  |  |  |  |  |  |  |  |  |  |  |  |  |  |  |  |  |  |  |  |  |  |  |  |  |  |  |
|                       |                       |                       |                       |                       |                       |  |  |                          |                          |                          |                          |                          |                          |  |  |                       |                      |                      |                      |                      |                      |  |  |                         |                         |                         |                         |                                |                         |  |  |                       |                       |                       |                       |                                |                                |                                |                                |                                |                                |                         |                         |                         |                         |  |  |  |  |  |  |  |  |  |  |  |  |  |  |  |  |  |  |  |  |  |  |  |  |  |  |  |  |  |  |  |  |  |  |  |  |
|                       |                       |                       |                       |                       |                       |  |  |                          |                          |                          |                          |                          |                          |  |  |                       |                      |                      |                      |                      |                      |  |  |                         |                         |                         |                         | FC Sporting-Étoile (1934-1939) |                         |  |  |                       |                       |                       |                       |                                |                                |                                |                                |                                |                                |                         |                         |                         |                         |  |  |  |  |  |  |  |  |  |  |  |  |  |  |  |  |  |  |  |  |  |  |  |  |  |  |  |  |  |  |  |  |  |  |  |  |
|                       |                       |                       |                       |                       |                       |  |  |                          |                          |                          |                          |                          |                          |  |  |                       |                      |                      |                      |                      |                      |  |  |                         |                         |                         |                         |                                |                         |  |  |                       |                       |                       |                       |                                |                                |                                |                                |                                |                                |                         |                         |                         |                         |  |  |  |  |  |  |  |  |  |  |  |  |  |  |  |  |  |  |  |  |  |  |  |  |  |  |  |  |  |  |  |  |  |  |  |  |
|                       |                       |                       |                       |                       |                       |  |  |                          |                          |                          |                          |                          |                          |  |  |                       |                      |                      |                      |                      |                      |  |  |                         |                         |                         |                         | FC Étoile-Sporting (1939-)     |                         |  |  |                       |                       |                       |                       |                                |                                |                                |                                |                                |                                |                         |                         |                         |                         |  |  |  |  |  |  |  |  |  |  |  |  |  |  |  |  |  |  |  |  |  |  |  |  |  |  |  |  |  |  |  |  |  |  |  |  |

### Retour dans l’élite
Dès 1939, le nom du club devient FC Étoile-Sporting,. Lors de la saison 1939-1940, les joueurs stelliens, comme tous les autres hommes du pays, sont mobilisés en raison de la seconde guerre mondiale, compliquant le déroulement de la saison. À cause de la guerre, l’ASF décide qu’il n’y aura ni promotion ni relégation ce qui permet à l’équipe chaux-de-fonnière de se maintenir malgré sa dernière place au classement.
La saison suivante, l’Étoile manque de peu une promotion en ligue nationale. Tout se joue dans le dernier match au stade des Éplatures devant plus de 3 000 spectateurs dans un derby neuchâtelois face au Cantonal Neuchâtel qui occupe la première place du groupe romand. En cas de victoire, les Stelliens remporteraient le groupe et se qualifieraient pour les finales de promotion. Les Chaux-de-fonniers s'inclinent 6-1 et laissent les finales de promotion à leur rival neuchâtelois.
En 1941-1942, le club des montagnes neuchâteloises termine à la troisième place et la saison suivante à la quatrième place tout en atteignant les huitièmes de finale de la coupe de Suisse en battant notamment le Lausanne-Sport, l’une des meilleures formations du pays de l'époque, 3-2 à la Pontaise.
En terminant septième lors de la saison 1943-1944, le FC Étoile-Sporting est promu dans la nouvelle Ligue nationale B.

### Rejet des projets de fusion
En 1946, le club est relégué en première ligue, tout comme le FC La Chaux-de-Fonds qui descend lui en LNB. Le projet de fusion est alors sur la table dans le but de former une équipe capable de rivaliser avec les meilleures formations du pays. L’assemblée générale rejettera le projet à l’unanimité le 18 juin 1946,. 
Après deux saisons moyennes et trente ans après avoir décroché le titre de Champion Suisse, les Stelliens remontent en Ligue nationale B en terminant premier de leur groupe et en faisant un match nul face à Winterthour 0-0 et une victoire 5-0 contre le FC Moutier lors du tour final de promotion,.
De retour dans la deuxième division du pays, l’Étoile se classe d’abord neuvième puis la saison suivante, avec l’arrivée de l’international suisse Eugène Walaschek qui marque cette saison pas moins de 19 buts, arrive à la troisième place,.
La saison suivante Walaschek doit quitter son poste pour raisons professionnelles et familiales et les résultats s’en font ressentir puisque que les rouges et noirs évitent de justesse la relégation. 
Au printemps 1952, un second projet de fusion avec le FCC voit le jour sous le nom de « F.-C. La Chaux-de-Fonds 1952 ». Cette fusion avait deux buts pour le club, tout d’abord que les équipes stelliennes puissent jouer sur le stade de la Charrière. Il faut dire que le stade des Éplatures était mal situé, car le développement de la ville ne s’était pas fait comme espéré. Il était donc difficile de déplacer joueurs et spectateurs jusqu’à lui, de plus le stade devenait vétuste. Il faut également savoir que la ville et le club locataire de la Charrière avaient refusé à l’Étoile de jouer au stade communal. Deuxièmement, éviter une concurrence financière au sein de la ville pour concentrer l’ensemble des mécènes sur une seule société,.
L’Étoile refusa la fusion par 129 non contre 40 oui (majorité au 2/3 nécessaire). Principalement, car les membres ne se rendaient pas compte de la difficulté de trouver des fonds et voyaient cela sur un plan sentimental en préférant voir L’Étoile en ligue inférieure, plutôt que d’effacer d’un coup un passé glorieux. De son côté, le FCC rejeta également la fusion par 154 non contre 95 oui (majorité au 4/5 nécessaire). 

### Retrait et relégation en deuxième ligue
À la suite du second rejet de fusion, le FC Étoile-Sporting fit une nouvelle demande pour jouer sur le stade de la Charrière, car le stade des Éplatures n’était plus aux normes de la LNB et trop coûteux à rénover. Les autorités de la ville refusèrent ce qui obligea le club à retirer sa première équipe. Le club distribua des tous-ménages pour expliquer sa décision dont voici deux extraits,,,,,, :
« Les raisons sont d’une simplicité enfantine
Le terrain de l'Étoile-Sporting ne se prête plus à des compétitions de Ligue nationale. Celui de La Charrière fait merveille. Il est utilisé un dimanche sur deux. Rien de plus facile que de le mettre à la disposition des deux grands clubs chaux-de-fonniers. 
Les uns ont trouvé cette idée saugrenue. Elle n'a pourtant rien d'extravagant. Le stade des Éplatures est propriété privée. Celui du parc des Sports appartient à la communauté. L'un se trouve dans un état pitoyable, ses installations sont désuètes. L'autre qui a bénéficié depuis des années de la manne communale est bien entretenu, pourvu de gradins soigneusement aménagés, d'un magnifique par d'autos.
Le terrain d'Étoile-Sporting est éloigné de la ville ; le public boude ce stade qui ne correspond plus aux exigences actuelles des footballeurs et des spectateurs. Est-ce commettre un crime de lèse-majesté que de demander de jouer sur le stade communal ? Il faut le croire, puisqu'Étoile-Sporting a dû abandonner la partie pour cette raison. »
« Conclusion
En définitive, le problème était facile à résoudre. C'était une question de terrain. La Commune propriétaire disposait de tous les droits. Elle avait les mains libres pour trancher en toute équité. Vous connaissez le résultat :
Une des plus anciennes sociétés de la ville, le Football-Club Étoile-Sporting se voit aujourd'hui contraint de retirer sa première équipe de la compétition parce qu'il n'a pas été fait droit à sa légitime prétention de jouer 24 heures par année sur un terrain appartenant à la collectivité et payé par elle.
Nous laissons le soin à nos lecteurs de juger cette affaire en toute objectivité et nous tenons à leur disposition toute la documentation originale s'y rapportant.
La Chaux-de-Fonds, septembre 1952
F.-C. Étoile-Sporting. » 
La saison suivante, après une saison blanche où beaucoup de joueurs étaient partis, l’Étoile ne peut sauver sa place en première ligue et est relégué en deuxième ligue. 

### Maintien en deuxième ligue
De 1954 à 1970, la première équipe stellienne ne quitte pas la quatrième division helvétique. La saison 1954-1955 permet à la seconde garniture de monter en troisième ligue. En 1957, l’Étoile manque de peu le titre de deuxième ligue en perdant un match de barrage contre Xamax,, mais heureusement, pour compenser cela, les juniors A remportent le titre de champion cantonal.
Dès 1958, la première équipe dispose enfin du droit de jouer ses matchs sur le terrain de la Charrière.
En 1961-1962, les juniors A deviennent à nouveau champions cantonaux et sont promus en A interrégional. Malheureusement, ils sont relégués dès la saison suivante.
La saison 1969-1970 met un terme à seize saisons en deuxième ligue. En effet, avec seulement trois points, le FC Étoile n’a pu éviter de couler en troisième ligue.

### Des Éplatures aux Foulets
En 1971, le stade des Éplatures est à vendre. Le stade était dans un état si catastrophique, car il n’était plus entretenu par les nouveaux propriétaires, que les dirigeants firent de nombreuses demandes à la ville pour avoir un nouveau terrain. Le 11 août 1973, 75 ans après la création du FC Étoile, le tout nouveau terrain des Foulets est inauguré. 
En 1976, les tribunes du stade des Éplatures sont détruites emportant ainsi l’un des derniers témoins d’un passé glorieux. 
La saison 1978-1979 ne permet pas aux Stelliens de remonter en deuxième ligue. En effet, ils terminent premier ex-æquo avec Corcelles et perdent aux penalties sur le score de 5-3 le match d’appui joué à Fontainemelon face aux Casse-Écuelles.   
En 1980, les Stelliens sont sacrés une deuxième fois champion de troisième ligue et rejoignent à nouveau la deuxième ligue. L’équipe s’y maintiendra jusqu’en 1986-1987.
En 1992, le club remonte le temps d’une saison dans l’élite neuchâteloise avant de redescendre l’année suivante.
En 1996-1997 et pour la première fois depuis plus de 60 ans, l’Étoile est reléguée en quatrième ligue. 
En 1998, à l’occasion de son centenaire, le club organise la finale de Coupe de Suisse féminine. Après des victoires lors des trois premiers tours, les Stelliennes perdent en seizièmes de finale face au DFC Sursee pensionnaire de LNA et ne participent donc pas à « leur finale ».
En 2000, l’équipe féminine monte pour la première fois en première ligue féminine. C’est une première pour un club neuchâtelois.

### Nouvelles installations et nouveau départ
En 2002, une nouvelle buvette, de nouveaux vestiaires et un terrain d’entraînement sont inaugurés.
La saison 2003-2004 permet au club de remonter en troisième ligue et au terme de la saison 2007-2008, le FC Étoile-Sporting fait son retour dans l’élite neuchâteloise en terminant champion de troisième ligue. 
En deuxième ligue, après une saison où ils évitent de peu la relégation, les Stelliens terminent cinquième lors de la saison 2009-2010, puis remportent le titre de deuxième ligue neuchâteloise en 2010-2011, en faisant une promotion inattendue en deuxième ligue interrégionale et devenant pour la saison suivante la meilleure équipe de la métropole horlogère. La même année, les juniors A sont champions neuchâtelois et montent en A inter.
La saison suivante est une année de vache maigre puisque la première équipe et les juniors A redescendent au niveau régional, une année seulement après leur promotion. Un rayon de soleil viendra tout de même illuminer cette sombre saison : la première équipe féminine gagne le titre de deuxième ligue interrégionale féminine et remonte en première ligue trois ans après la relégation en deuxième ligue, tout en atteignant la finale de la coupe neuchâteloise pour la sixième année consécutive. 
La première équipe féminine remporte la coupe neuchâteloise féminine en 2007, 2008, 2009, 2010, 2011, 2013 et 2014. L’équipe sera retirée au terme de la saison 2014-2015.
En 2016-2017, après une très bonne saison, les joueurs des Foulets sont en tête du classement avant la dernière journée et pour leur dernier match, ils accueillent le FC Boudry deuxième avec deux points de retard, si bien qu’en cas de victoire ou de match nul, l’équipe serait promue à nouveau en deuxième ligue interrégionale. Malheureusement, tout ne se déroule pas comme prévu. Les Stelliens sont menés de deux buts à la pause et malgré un but à 15 minutes de la fin du match, ils ne parviennent pas à revenir au score et échouent ainsi à un petit point de la première place.
En 2017-2018, la deuxième équipe féminine (devenue la seule depuis le retrait de la première) remporte le championnat neuchâtelois et est promue en troisième ligue interrégionale. L’année suivante, elle remporte aussi la Coupe neuchâteloise. 
En 2021, 13 ans après l’avoir quittée, le FC Étoile-Sporting retrouve la troisième ligue. Après un mauvais départ, les Stelliens n’ont pu bénéficier d’un second tour (un seul tour joué à cause du Coronavirus) pour remonter au classement.

## Stades
- Terrain de Beauregard (Derrière la HEP) (1898-1902)
- Terrain de la Charrière (Avant la construction du stade) (1902-?)
- Terrain entre la rue des Bouleaux et la rue du Locle
- Terrain à côté du cimetière (Actuel terrain des Pâquerettes) (?-1920)
- Stade des Eplatures (1920-1973)
- Centre sportif des Foulets (1973- )[63]

## Palmarès

### Palmarès principal
- Champion de Suisse (1919)
- Vice-champion de Suisse (1912)
- Finaliste de la Och Cup[64] (1922)

### Autres titres
- Champion de Série B (1909)
- Champion de 1re Ligue (1949)
- Champion de 2e Ligue (1939,2011)
- Champion de 3e Ligue (1938,1980,1992,2008)
- Champion de 4e Ligue (1936,2004)

## Parcours en championnat

### Bilan par saison
| Saison    | Div. | Ligue             | Pos. | Nb. Équipe | Statut                            | Coupe de Suisse  |
| --------- | ---- | ----------------- | ---- | ---------- | --------------------------------- | ---------------- |
| 1902-1903 | 3    | Série C           | -    | -          | Promu                             | -                |
| 1903-1904 | 2    | Série B           | -    | -          | Maintenu                          | -                |
| 1904-1905 | 2    | Série B           | -    | -          | Maintenu                          | -                |
| 1905-1906 | 2    | Série B           | -    | -          | Maintenu                          | -                |
| 1906-1907 | 2    | Série B           | -    | -          | Maintenu                          | -                |
| 1907-1908 | 2    | Série B           | -    | -          | Maintenu                          | -                |
| 1908-1909 | 2    | Série B           | 1er  | -          | Promu                             | -                |
| 1909-1910 | 1    | Série A           | 4e   | 6          | Maintenu                          | -                |
| 1910-1911 | 1    | Série A           | 5e   | 7          | Maintenu                          | -                |
| 1911-1912 | 1    | Série A           | 1er  | 8          | Vice-Champion de Suisse           | -                |
| 1912-1913 | 1    | Série A           | 3e   | 8          | Maintenu                          | -                |
| 1913-1914 | 1    | Série A           | 4e   | 8          | Maintenu                          | -                |
| 1914-1915 | 1    | Série A           | 2e   | 4          | Maintenu                          | -                |
| 1915-1916 | 1    | Série A           | 3e   | 8          | Maintenu                          | -                |
| 1916-1917 | 1    | Série A           | 4e   | 8          | Maintenu                          | -                |
| 1917-1918 | 1    | Série A           | 2e   | 8          | Maintenu                          | -                |
| 1918-1919 | 1    | Série A           | 1er  | 8          | Champion de Suisse                | -                |
| 1919-1920 | 1    | Série A           | 2e   | 8          | Maintenu                          | -                |
| 1920-1921 | 1    | Série A           | 4e   | 8          | Maintenu                          | -                |
| 1921-1922 | 1    | Série A           | 6e   | 8          | Maintenu                          | Finale (Och Cup) |
| 1922-1923 | 1    | Série A           | 3e   | 8          | Maintenu                          | -                |
| 1923-1924 | 1    | Série A           | 3e   | 9          | Maintenu                          | -                |
| 1924-1925 | 1    | Série A           | 4e   | 9          | Maintenu                          | -                |
| 1925-1926 | 1    | Série A           | 2e   | 9          | Maintenu                          | 1/8e             |
| 1926-1927 | 1    | Série A           | 7e   | 9          | Maintenu                          | 1/8e             |
| 1927-1928 | 1    | Série A           | 4e   | 9          | Maintenu                          | 1/32e            |
| 1928-1929 | 1    | Série A           | 3e   | 9          | Maintenu                          | 1/4              |
| 1929-1930 | 1    | Série A           | 6e   | 9          | Maintenu                          | 1/16e            |
| 1930-1931 | 1    | 1re Ligue         | 6e   | 11         | Maintenu                          | 1/32e            |
| 1931-1932 | 1    | Ligue Nationale   | 8e   | 9          | Relégué                           | 1/32e            |
| 1932-1933 | 2    | 1re Ligue         | 3e   | 9          | Maintenu                          | 1/32e            |
| 1933-1934 | 2    | 1re Ligue         | 9e   | 9          | Relégué                           | 1/32e            |
| 1934-1935 | 5    | 4e Ligue          | -    | -          | Promu                             | 1/128e (Forfait) |
| 1935-1936 | 4    | 3e Ligue          | -    | -          | Maintenu                          | 1/128e           |
| 1936-1937 | 4    | 3e Ligue          | -    | -          | Maintenu                          | 1/128e           |
| 1937-1938 | 4    | 3e Ligue          | -    | -          | Promu                             | Pas qualifié     |
| 1938-1939 | 3    | 2e Ligue          | -    | -          | Promu                             | 1/128e           |
| 1939-1940 | 2    | 1re Ligue         | 5e   | 5          | Maintenu                          | 1/16e            |
| 1940-1941 | 2    | 1re Ligue         | 2e   | 8          | Maintenu                          | 1/16e            |
| 1941-1942 | 2    | 1re Ligue         | 3e   | 13         | Maintenu                          | 1/32e            |
| 1942-1943 | 2    | 1re Ligue         | 4e   | 13         | Maintenu                          | 1/8e             |
| 1943-1944 | 2    | 1re Ligue         | 7e   | 13         | Maintenu                          | 1/64e            |
| 1944-1945 | 2    | Ligue Nationale B | 8e   | 14         | Maintenu                          | 1/8e             |
| 1945-1946 | 2    | Ligue Nationale B | 14e  | 14         | Relégué                           | 1/32e            |
| 1946-1947 | 3    | 1re Ligue         | 10e  | 12         | Maintenu                          | 1/32e            |
| 1947-1948 | 3    | 1re Ligue         | 5e   | 12         | Maintenu                          | 1/32e            |
| 1948-1949 | 3    | 1re Ligue         | 1er  | 12         | Promu                             | 1/32e            |
| 1949-1950 | 2    | Ligue Nationale B | 9e   | 14         | Maintenu                          | 1/8e             |
| 1950-1951 | 2    | Ligue Nationale B | 3e   | 14         | Maintenu                          | 1/16e            |
| 1951-1952 | 2    | Ligue Nationale B | 12e  | 14         | Maintenu                          | 1/16e            |
| 1952-1953 | 2    | Ligue Nationale B | 14e  | 14         | Retrait car stade plus aux normes | Retrait          |
| 1953-1954 | 3    | 1re Ligue         | 12e  | 12         | Relégué                           | Pas qualifié     |
| 1954-1955 | 4    | 2e Ligue          | 8e   | 11         | Maintenu                          | 1/64e            |
| 1955-1956 | 4    | 2e Ligue          | 6e   | 10         | Maintenu                          | 1/128e           |
| 1956-1957 | 4    | 2e Ligue          | 2e   | 10         | Maintenu                          | Pas qualifié     |
| 1957-1958 | 4    | 2e Ligue          | 4e   | 11         | Maintenu                          | Pas qualifié     |
| 1958-1959 | 4    | 2e Ligue          | 8e   | 10         | Maintenu                          | Pas qualifié     |
| 1959-1960 | 4    | 2e Ligue          | 5e   | 10         | Maintenu                          | Pas qualifié     |
| 1960-1961 | 4    | 2e Ligue          | 6e   | 10         | Maintenu                          | Pas qualifié     |
| 1961-1962 | 4    | 2e Ligue          | -    | -          | Maintenu                          | Pas qualifié     |
| 1962-1963 | 4    | 2e Ligue          | -    | -          | Maintenu                          | Pas qualifié     |
| 1963-1964 | 4    | 2e Ligue          | -    | -          | Maintenu                          | 1/64e            |
| 1964-1965 | 4    | 2e Ligue          | -    | -          | Maintenu                          | 1/128e           |
| 1965-1966 | 4    | 2e Ligue          | -    | -          | Maintenu                          | Pas qualifié     |
| 1966-1967 | 4    | 2e Ligue          | -    | -          | Maintenu                          | Pas qualifié     |
| 1967-1968 | 4    | 2e Ligue          | -    | -          | Maintenu                          | Pas qualifié     |
| 1968-1969 | 4    | 2e Ligue          | -    | -          | Maintenu                          | Pas qualifié     |
| 1969-1970 | 4    | 2e Ligue          | -    | -          | Relégué                           | Pas qualifié     |
| 1970-1971 | 5    | 3e Ligue          | -    | -          | Maintenu                          | Pas qualifié     |
| 1971-1972 | 5    | 3e Ligue          | 5e   | 11         | Maintenu                          | Pas qualifié     |
| 1972-1973 | 5    | 3e Ligue          | 2e   | 11         | Maintenu                          | Pas qualifié     |
| 1973-1974 | 5    | 3e Ligue          | 5e   | 12         | Maintenu                          | Pas qualifié     |
| 1974-1975 | 5    | 3e Ligue          | 2e   | 12         | Maintenu                          | Pas qualifié     |
| 1975-1976 | 5    | 3e Ligue          | 4e   | 12         | Maintenu                          | Pas qualifié     |
| 1976-1977 | 5    | 3e Ligue          | 9e   | 12         | Maintenu                          | Pas qualifié     |
| 1977-1978 | 5    | 3e Ligue          | 6e   | 12         | Maintenu                          | Pas qualifié     |
| 1978-1979 | 5    | 3e Ligue          | 2e   | 12         | Maintenu                          | Pas qualifié     |
| 1979-1980 | 5    | 3e Ligue          | 1er  | 12         | Promu                             | Pas qualifié     |
| 1980-1981 | 4    | 2e Ligue          | 10e  | 12         | Maintenu (barrage)                | Pas qualifié     |
| 1981-1982 | 4    | 2e Ligue          | 7e   | 12         | Maintenu                          | Pas qualifié     |
| 1982-1983 | 4    | 2e Ligue          | 4e   | 12         | Maintenu                          | Pas qualifié     |
| 1983-1984 | 4    | 2e Ligue          | 8e   | 12         | Maintenu                          | Pas qualifié     |
| 1984-1985 | 4    | 2e Ligue          | 6e   | 12         | Maintenu                          | 1/32e            |
| 1985-1986 | 4    | 2e Ligue          | 9e   | 12         | Maintenu                          | 1/128e           |
| 1986-1987 | 4    | 2e Ligue          | 12e  | 12         | Relégué                           | Pas qualifié     |
| 1987-1988 | 5    | 3e Ligue          | 5e   | 12         | Maintenu                          | Pas qualifié     |
| 1988-1989 | 5    | 3e Ligue          | 6e   | 12         | Maintenu                          | Pas qualifié     |
| 1989-1990 | 5    | 3e Ligue          | 2e   | 12         | Maintenu                          | Pas qualifié     |
| 1990-1991 | 5    | 3e Ligue          | 9e   | 12         | Maintenu                          | Pas qualifié     |
| 1991-1992 | 5    | 3e Ligue          | 1er  | 12         | Promu                             | Pas qualifié     |
| 1992-1993 | 4    | 2e Ligue          | 12e  | 12         | Relégué                           | Pas qualifié     |
| 1993-1994 | 5    | 3e Ligue          | 7e   | 12         | Maintenu                          | Pas qualifié     |
| 1994-1995 | 5    | 3e Ligue          | 3e   | 12         | Maintenu                          | Pas qualifié     |
| 1995-1996 | 5    | 3e Ligue          | 10e  | 11         | Maintenu                          | Pas qualifié     |
| 1996-1997 | 5    | 3e Ligue          | 11e  | 12         | Relégué                           | Pas qualifié     |
| 1997-1998 | 6    | 4e Ligue          | 3e   | 10         | Maintenu                          | Pas qualifié     |
| 1998-1999 | 6    | 4e Ligue          | 4e   | 10         | Maintenu                          | Pas qualifié     |
| 1999-2000 | 6    | 4e Ligue          | 5e   | 9          | Maintenu                          | Pas qualifié     |
| 2000-2001 | 7    | 4e Ligue          | 5e   | 10         | Maintenu                          | Pas qualifié     |
| 2001-2002 | 7    | 4e Ligue          | 2e   | 10         | Maintenu                          | Pas qualifié     |
| 2002-2003 | 7    | 4e Ligue          | 4e   | 10         | Maintenu                          | Pas qualifié     |
| 2003-2004 | 7    | 4e Ligue          | 1er  | 10         | Promu                             | Pas qualifié     |
| 2004-2005 | 6    | 3e Ligue          | 9e   | 12         | Maintenu                          | Pas qualifié     |
| 2005-2006 | 6    | 3e Ligue          | 9e   | 12         | Maintenu                          | Pas qualifié     |
| 2006-2007 | 6    | 3e Ligue          | 4e   | 12         | Maintenu                          | Pas qualifié     |
| 2007-2008 | 6    | 3e Ligue          | 1er  | 12         | Promu                             | Pas qualifié     |
| 2008-2009 | 5    | 2e Ligue          | 11e  | 12         | Maintenu                          | Pas qualifié     |
| 2009-2010 | 5    | 2e Ligue          | 5e   | 14         | Maintenu                          | Pas qualifié     |
| 2010-2011 | 5    | 2e Ligue          | 1er  | 14         | Promu                             | Pas qualifié     |
| 2011-2012 | 4    | 2e Ligue Inter    | 12e  | 14         | Relégué                           | Pas qualifié     |
| 2012-2013 | 6    | 2e Ligue          | 7e   | 14         | Maintenu                          | Pas qualifié     |
| 2013-2014 | 6    | 2e Ligue          | 9e   | 14         | Maintenu                          | Pas qualifié     |
| 2014-2015 | 6    | 2e Ligue          | 6e   | 13         | Maintenu                          | Pas qualifié     |
| 2015-2016 | 6    | 2e Ligue          | 7e   | 12         | Maintenu                          | Pas qualifié     |
| 2016-2017 | 6    | 2e Ligue          | 2e   | 12         | Maintenu                          | Pas qualifié     |
| 2017-2018 | 6    | 2e Ligue          | 9e   | 12         | Maintenu                          | Pas qualifié     |
| 2018-2019 | 6    | 2e Ligue          | 10e  | 12         | Maintenu                          | Pas qualifié     |
| 2019-2020 | 6    | 2e Ligue          | -    | 12         | Saison annulé                     | Pas qualifié     |
| 2020-2021 | 6    | 2e Ligue          | 12e  | 12         | Relégué                           | Pas qualifié     |
| 2021-2022 | 7    | 3e Ligue          | 11e  | 12         | Maintenu                          | Pas qualifié     |
| 2022-2023 | 7    | 3e Ligue          | 9e   | 12         | Maintenu                          | Pas qualifié     |
| 2023-2024 | 7    | 3e Ligue          | 9e   | 12         | Maintenu                          | Pas qualifié     |
| 2024-2025 | 7    | 3e Ligue          | 8e   | 12         | Maintenu                          | Pas qualifié     |
| 2025-2026 | 7    | 3e Ligue          |      | 12         |                                   | Pas qualifié     |

## Personnalités du club

### Entraîneurs célèbres
- Charles Neuenschwander (1944-1945)
- Henri Glasson (1945-1946)
- Leo Weisz (1946-1947)
- Marc Perroud (1948-1951)
- Eugène Walaschek (1951-1952)

### Joueurs célèbres
- Henri Glasson[66]
- Fernand Jaccard[67]
- André Juillerat[68]
- Alfred Mader[69]
- Albert Matzinger[70]
- Alfred Probst[71]
- Charles Wille[72]
- Charles Wyss[73]
- Paul Wyss[74]
- Geoges Vuilleumier[75]

## Sources
- Éric Junod, Le FC Etoile fête ses 100 ans, 1898-1998, La Chaux-de-Fonds, FC Etoile, 1998, 40 p..